# Circuit intégré 747266
Le circuit intégré 747266 fait partie de la série des circuits intégrés 7400 utilisant la technologie TTL.
Ce circuit intégré est composé de quatre portes logiques indépendantes NON-OU Exclusif à deux entrées.